# Gabriela, Condessa de Carladès
Gabriela Teresa Maria Grimaldi (em francês:  Gabriella Thérèse Marie; Mónaco, 10 de dezembro de 2014) é filha de Alberto II de Mônaco e da sua mulher, a ex-nadadora sul-africana Charlene Wittstock. Ela é a irmã gêmea maior do príncipe Jaime, Príncipe Herdeiro do Mónaco. Gabriela ocupa o segundo lugar na linha de sucessão ao trono monegasco, logo após o seu irmão gêmeo caçula Jaime, devido a preferência pelos herdeiros masculinos.
O "Grimaldi" é da Casa de Grimaldi.

## Nascimento e biografia
Em 30 de maio de 2014, foi anunciado oficialmente que a princesa consorte Charlene, Princesa de Mônaco estava grávida. No dia 09 de outubro de 2014, depois de muita especulação da mídia, foi confirmado oficialmente, que o casal esperava gêmeos até o final de 2014 no máximo.
Em 21 de novembro de 2014, o Palácio do Príncipe de Mônaco anunciou oficialmente que cada gêmeo nascido, teria direito a uma salva de 21 tiros de canhão no nascimento.
Quarenta e dois tiros de canhão (vinte e um para cada criança) deveriam ser disparados do Forte Antoine e os sinos da igreja deveriam ser tocados por quinze minutos.  Além disso, o dia seria declarado feriado. 
Ela recebeu o título de "Condessa de Carladès" oficialmente do Alberto II de Mônaco.
Em 07 de janeiro de 2015, as crianças foram apresentadas pela primeira vez ao povo monegasco.
Gabriella tem uma meia-irmã paterna maior chamada Jazmin Grace Grimaldi (nascida em 1992) e também tem um meio-irmão paterno maior, o Alexandre Grimaldi-Coste (nascido em 2003), que são frutos de relacionamentos dos relacionamentos anteriores do seu pai o príncipe soberano Alberto II de Mônaco, os dois também são nascidos fora de um matrimônio. 

## Batizado
A princesa e o seu irmão gêmeo foram batizados no dia 10 de maio de 2015, em Mônaco, após uma salva de canhão anunciar a saída dos gêmeos do Palácio do Príncipe de Mônaco em direção à catedral. Estiveram presentes vários membros da família principesca monegasca, entre eles as princesas Carolina de Mônaco e Stéphanie de Mônaco. Os seus padrinhos são: Gareth Wittstock e Nerine Pienaar.
A cerimônia decorreu na Catedral São Nicolau de Mónaco, perante cerca de 700 convidados, às10h30min da manhã. Nesta ocasião de seu batizado, ela foi premiada com o Grande Oficial da Ordem de Grimaldi.

## Aparições públicas
Seguindo o exemplo do seu irmão gêmeo caçula, o príncipe Jaime, Príncipe Herdeiro do Mónaco, a princesa Gabriela também é uma presença constante nos eventos festivos da família principesca monegasca, desde pequena. Além disso, os seus pais procuram fazer com que ela tenha uma "criação" o mais normal possível, diante a sua situação como uma princesa de Mônaco e ocupante da linha de sucessão ao trono monegasco.
Em dezembro de 2015, quando completou um ano de idade, ela e o seu irmão tiveram fotos oficiais inéditas enquanto comemoravam com um bolo, ao divulgar na página oficial do Facebook da Casa Principesca de Grimaldi, para comemorar com os monegascos.

## Títulos e tratamentos
- 10 de dezembro de 2014 - presente: Sua Alteza Sereníssima, a Princesa Gabriella de Mônaco, Condessa de Carladès